# Tahure
Tahure este o fostă comună din departamentul Marne, distrusă în timpul Primului Război Mondial. Teritoriul ei a fost anexat orașului Sommepy-Tahure în 1950.

## Geografie

### Localizare
Tahure se afla în partea de nord-est a departamentului Marne, între Reims și Verdun, la intersecția drumurilor de la Cernay-en-Dormois, Sommepy, Souain și Suippes.

## Istoric

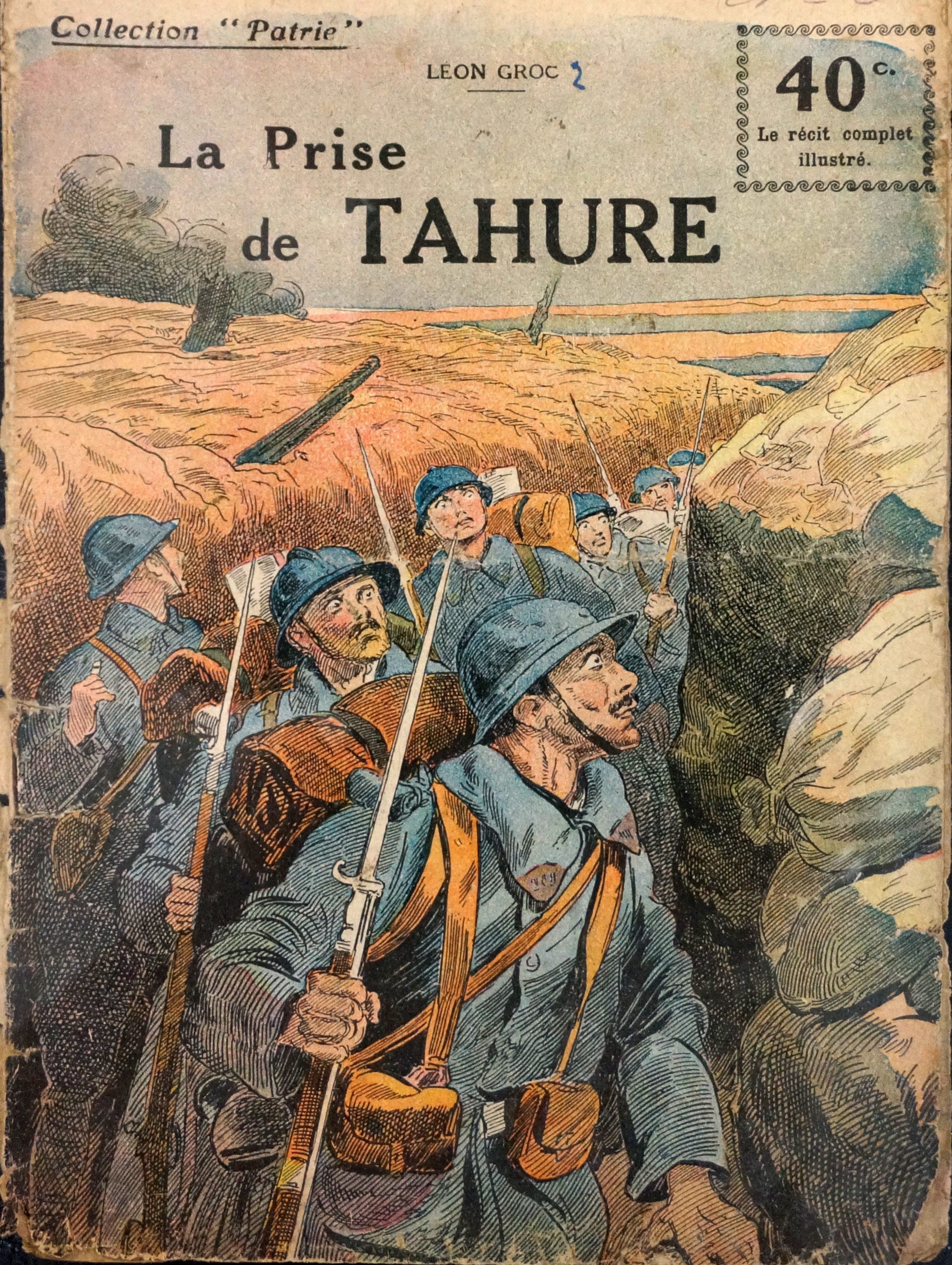
Satul reprezentat în timpul Marelui Război.

Satul Tahure, situat în apropierea izvorului râului Dormoise, se întindea pe o suprafață de peste 2.200 ha de terenuri arabile și 112 ha de pădure. El avea 185 de locuitori la recensământul din 1911.
Biserica pe care primăria a dotat-o cu un nou orologiu în primăvara anului 1914, și-a pierdut turnul clopotniță în luptele din septembrie 1914 și a fost distrusă complet în cursul tirurilor de artilerie.
Luptele teribile care s-au purtat în acest sector, în care germanii și-au edificat poziții întărite după Prima bătălie de pe Marna în septembrie 1914, au distrus complet satul. El nu mai fost reconstruit niciodată, fiind o victimă a acestui război.
În timpul creării bazei militare de la Suippes, în 1950, comuna a fost oficial desființată, iar teritoriul său atașat orașului învecinat Sommepy, care a luat apoi numele de Sommepy-Tahure în scopul de a perpetua memoria satului dispărut.ț
Memoria satului Tahure este păstrată în poemul „Le poète” al lui Guillaume Apollinaire:
(.../...)

Depuis dix jours au fond d'un couloir trop étroit

Dans les éboulements et la boue et le froid

Parmi la chair qui souffre et dans la pourriture

Anxieux nous gardons la route de Tahure.

(.../...)

## Demografie
| An        | 1793 | 1800 | 1806 | 1821 | 1831 | 1836 | 1841 | 1846 | 1851 | 1856 | 1861 | 1866 | 1872 | 1876 | 1881 | 1886 | 1891 | 1896 | 1901 | 1906 | 1911 | 1921 | 1926 | 1931 | 1936 | 1946 |
| --------- | ---- | ---- | ---- | ---- | ---- | ---- | ---- | ---- | ---- | ---- | ---- | ---- | ---- | ---- | ---- | ---- | ---- | ---- | ---- | ---- | ---- | ---- | ---- | ---- | ---- | ---- |
| Populație | 235  | 220  | 239  | 279  | 283  | 300  | 293  | 296  | 295  | 235  | 244  | 240  | 230  | 218  | 204  | 208  | 199  | 182  | 183  | 200  | 185  | 0    | 0    | 0    | 0    | 0    |

## Decorații franceze
Crucea de Război 1914-1918: 20 septembrie 1920